# Wer nur den lieben Gott läßt walten, BWV 93

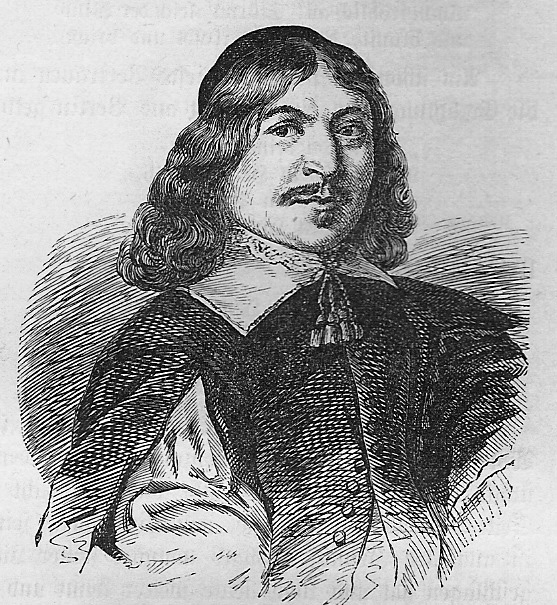
Georg Neumark, autor del coral.

Wer nur den lieben Gott läßt walten, BWV 93 (Quien al amado Dios deja actuar) es una cantata de iglesia escrita por Johann Sebastian Bach en Leipzig para el quinto domingo después de la Trinidad y estrenada el 9 de julio de 1724. Está basada en el himno "Wer nur den lieben Gott läßt walten" escrito por Georg Neumark en 1657.

## Historia
Bach compuso esta obra durante su segundo año como Thomaskantor en Leipzig para el quinto domingo después de la Trinidad. Forma parte de su segundo ciclo anual de cantatas corales, que había empezado con O Ewigkeit, du Donnerwort, BWV 20 el primer domingo después de la Trinidad de 1724. La primera interpretación de esta cantata tuvo lugar el 9 de julio de 1724. Del estreno sólo se conservan las partes del continuo de los primeros cuatro movimientos. Los manuscritos de la música completa datan de otra interpretación que tuvo lugar hacia 1732-1733, por tanto se desconoce si la cantata tenía la misma estructura desde el principio.

## Análisis

### Texto
Las lecturas establecidas para ese día eran de la primera epístola de Pedro "santificad a Dios en vuestros corazones" (1 Pedro 3:8-15), y del evangelio según San Lucas, la pesca milagrosa de Pedro (Lucas 5:1-11).
El texto de la cantata está basado en el coral en siete versos "Wer nur den lieben Gott läßt walten" escrito por Georg Neumark en 1641 y publicado en Fortgepflantzter Musikalisch-Poetischer Lustwald en 1657. El coral está conectado en general con las lecturas establecidas. Una referencia específica al evangelio aparece en la adición del recitativo del quinto movimiento. El texto del coral se mantiene sin modificar en los movimientos 1, 4 y 7 en un arreglo simétrico. Los cambios en el resto de movimientos son obra de un poeta desconocido. En los movimientos 2 y 5 mantuvo las palabras originales aunque las extendió mediante recitativos, en los movimientos 3 y 6 transformó las ideas del coral en arias.

### Instrumentación
La obra está escrita para cuatro voces solistas (soprano, alto, tenor y bajo), un coro a cuatro voces; dos oboes, dos violines, viola, viola da gamba y bajo continuo.

### Estructura
Consta de siete movimientos.
1. Coro: Wer nur den lieben Gott läßt walten
2. Recitativo (& coral, bajo): Was helfen uns die schweren Sorgen?
3. Aria (tenor): Man halte nur ein wenig stille
4. Aria dúo (soprano, alto): Er kennt die rechten Freudenstunden
5. Recitativo (& coral, tenor): Denk nicht in deiner Drangsalhitze
6. Aria (soprano): Ich will auf den Herren schaun
7. Coral: Sing, bet und geh auf Gottes Wegen

El coro de apertura es un concierto de tres elementos: la orquesta, dominada por los dos oboes, tocando una introducción y ritornellos, el cantus firmus en la soprano, y las otras voces que empieza cada una de las tres secciones y siguen cantando sobre las largas notas finales del cantus firmus, las voces de soprano y alto que inician la primera sección, las voces de tenor y bajo la segunda y las cuatro voces juntas la última sección.
Los movimientos 2 y 5 están compuestos en el mismo estilo, alternando líneas ligeramente ornamentadas del coral con recitativo. En la primera aria Bach utiliza un motivo que transforma el principio de la melodía del coral en mayor para expresar la confianza en Dios. En el dúo central los violines y violas interpretan la melodía del coral. Posteriormente Bach arregló este movimiento para órgano como uno de los Corales Schübler, BWV 647. El coro de cierre es un arreglo a cuatro voces del coral.

## Discografía selecta
De esta pieza se han realizado una serie de grabaciones entre las que destacan las siguientes.
- 1966 – J.S. Bach: Cantatas BWV 93 & 131. Hans Thamm, Windsbacher Knabenchor, Consortium Musicum, Teresa Żylis-Gara, Ingeborg Ruß, Peter Schreier, Franz Crass (EMI Electrola)
- 1975 – Bach Cantatas Vol. 3. Karl Richter, Münchener Bach-Chor, Münchener Bach-Orchester, Edith Mathis, Anna Reynolds, Peter Schreier, Dietrich Fischer-Dieskau (Archiv Produktion)
- 1979 – Die Bach Kantate Vol. 14. Helmuth Rilling, Gächinger Kantorei, Bach-Collegium Stuttgart, Arleen Augér, Ann Murray, Adalbert Kraus, Walter Heldwein (Hänssler)
- 1979 – J.S. Bach: Das Kantatenwerk Vol. 5. Nikolaus Harnoncourt, Tölzer Knabenchor, Concentus Musicus Wien, solista del Tölzer Knabenchor, Paul Esswood, Kurt Equiluz, Ruud van der Meer (Teldec)
- 1999 – J.S. Bach: Kantaten BWV 34, 93, 100. Karl-Friedrich Beringer, Windsbacher Knabenchor, Consortium Musicum, Susanne Winter, Rebecca Martin, Markus Schäfer, Sebastian Bluth (Rondeau Production)
- 2000 – J.S. Bach: Complete Cantatas Vol. 21. Ton Koopman, Amsterdam Baroque Orchestra & Choir, Deborah York, Franziska Gottwald, Paul Agnew, Klaus Mertens (Antoine Marchand)
- 2005 – J.S. Bach: Cantatas for the Complete Liturgical Year Vol. 5. Sigiswald Kuijken, La Petite Bande, Siri Thornhill, Petra Noskaiová, Christoph Genz, Jan van der Crabben (Accent)
- 2005 – J.S. Bach: Cantatas Vol. 23 BWV 10, 93, 107, 178. Masaaki Suzuki, Bach Collegium Japan, Rachel Nicholls, Robin Blaze, Gerd Türk, Peter Kooy (BIS)